# هيرش بيرلمان
هيرش بيرلمان (بالإنجليزية: Hirsch Perlman)‏ هو نحات وفنان ومصور أمريكي، ولد في 1960.